# Pantarbes capito
Pantarbes capito är en tvåvingeart som beskrevs av Osten Sacken 1877. Pantarbes capito ingår i släktet Pantarbes och familjen svävflugor. Inga underarter finns listade i Catalogue of Life.